# Mazda Furai
De Mazda Furai is een conceptauto van het Japanse merk Mazda. De auto werd voor het eerst getoond tijdens de North American International Auto Show van 2008. Met de Furai viert Mazda het 40-jarig gebruik van de rotatiemotor. Furai is Japans voor "geluid van de wind".

## Motor
De Furai staat op het onderstel van een Courage-racewagen uit de American Le Mans Series maar is verder ontwikkeld door het Mazda Motorsports-team. De auto beschikt over de eerste wankelmotor met drie schijven die volledig op ethanol rijdt. Deze motor produceert 450pk en geeft de Furai een topsnelheid van 290 km/h.

## Model
Mazda is niet van plan met de Furai deel te gaan nemen aan races. De Furai is een ontwerpoefening waarbij het gat tussen raceauto's en snelle Mazda modellen zou moeten worden verkleind. De ontwerpers hebben de vrije hand gekregen wat resulteert in een auto van twee meter breed en een meter hoog met een opvallend uiterlijk. De carrosserie is bijna volledig uit koolstofvezel opgetrokken. De Furai zal niet in productie gaan maar als voorbeeld dienen voor toekomstige modellen.
In september 2013 werd bekendgemaakt dat het prototype van de wagen tijdens opnames van het televisieprogramma Top Gear verloren was gegaan door brand. De verblijfplaats van de uitgebrande overblijfselen van de auto is onbekend.